# مايا هايز
مايا هايز (بالإنجليزية: Maya Hayes)‏ (و. 1992  م) هي لاعبة كرة قدم، من الولايات المتحدة، ولدت في نيويورك، تلعب كمُهَاجِمَة.

## روابط خارجية
- مايا هايز على موقع الاتحاد الدولي (مؤرشف)  (الإنجليزية)
- مايا هايز على موقع قاعدة بيانات كرة القدم.إي يو (الإنجليزية)
- مايا هايز على موقع Soccerway.com (الإنجليزية)